# 2022–2023-as Európa-liga (egyenes kieséses szakasz)
A 2022–2023-as Európa-liga egyenes kieséses szakasza 2023. február 16-án kezdődött és május 31-én ér véget. Az egyenes kieséses szakaszban az Európa-liga csoportkörének első és második helyezettjei és az UEFA-bajnokok ligája csoportkörének harmadik helyezettjei vesznek részt.

## Lebonyolítás
A döntő kivételével mindegyik mérkőzés oda-visszavágós rendszerben zajlik. A két találkozó végén az összesítésben több gólt szerző csapat jut tovább a következő körbe. Ha az összesítésnél az eredmény döntetlen, akkor 30 perces hosszabbítást következik a második mérkőzés rendes játékidejének lejárta után. Ha a 2×15 perces hosszabbítás után is egyenlő az állás, akkor büntetőpárbajra kerül sor. A döntőben a győztesről egy mérkőzés dönt.
A nyolcaddöntő rájátszásának és a nyolcaddöntő sorsolása során egy kiemelt csapat mellé egy nem kiemeltet sorsolnak. Azonos tagországba tartozó csapatok nem játszhatnak egymással. A nem kiemelt csapatok játsszák az első mérkőzést hazai pályán.

## Fordulók és időpontok
A mérkőzések időpontjai a következők:
| Forduló                     | Sorsolás dátuma   | 1. mérkőzés                             | 2. mérkőzés                             |
| --------------------------- | ----------------- | --------------------------------------- | --------------------------------------- |
| Rájátszás a nyolcaddöntőért | 2022. november 7. | 2023. február 16.                       | 2023. február 23.                       |
| Nyolcaddöntők               | 2023. február 24. | 2023. március 9.                        | 2023. március 16.                       |
| Negyeddöntők                | 2023. március 17. | 2023. április 13.                       | 2023. április 20.                       |
| Elődöntők                   | 2023. március 17. | 2023. május 11.                         | 2023. május 18.                         |
| Döntő                       | 2023. március 17. | 2023. május 31., Puskás Aréna, Budapest | 2023. május 31., Puskás Aréna, Budapest |

## Résztvevők
Az Európa-liga csoportkörének első helyezettjei, a nyolcaddöntőbe jutottak. Az Európa-liga csoportkörének második helyezettjei és az UEFA-bajnokok ligája csoportkörének harmadik helyezettjei a nyolcaddöntő rájátszásába kerültek.
A nyolcaddöntő rájátszásának és a nyolcaddöntő sorsolása során egy kiemelt csapat mellé egy nem kiemelt csapatot sorsolnak. Figyelembe veszik, hogy azonos tagországba tartozó, illetve az azonos csoportból továbbjutók nem szerepelhetnek egymás ellen. A nem kiemelt csapatok játsszák az első mérkőzést hazai pályán.

Az Európa-liga csoportkörének első és második helyezettjei
| Csoport   | Csoportelső (nyolcaddöntős) | Csoportmásodik (kiemelt a nyolcaddöntő rájátszásában) |
| --------- | --------------------------- | ----------------------------------------------------- |
| A csoport | Arsenal                     | PSV Eindhoven                                         |
| B csoport | Fenerbahçe                  | Rennes                                                |
| C csoport | Real Betis                  | Roma                                                  |
| D csoport | Union Saint-Gilloise        | Union Berlin                                          |
| E csoport | Real Sociedad               | Manchester United                                     |
| F csoport | Feyenoord                   | Midtjylland                                           |
| G csoport | SC Freiburg                 | Nantes                                                |
| H csoport | Ferencváros                 | Monaco                                                |

Az UEFA-bajnokok ligája csoportkörének harmadik helyezettjei
| Csoport   | Csoportharmadik (nem kiemelt a nyolcaddöntő rájátszásában) |
| --------- | ---------------------------------------------------------- |
| A csoport | Ajax                                                       |
| B csoport | Bayer Leverkusen                                           |
| C csoport | Barcelona                                                  |
| D csoport | Sporting CP                                                |
| E csoport | Red Bull Salzburg                                          |
| F csoport | Sahtar Doneck                                              |
| G csoport | Sevilla                                                    |
| H csoport | Juventus                                                   |

## A nyolcaddöntő rájátszása
A nyolcaddöntő rájátszásának sorsolását 2022. november 7-én tartották. Az első mérkőzéseket 2023. február 16-án, a visszavágókat február 23-án játszották.

### Párosítások
| 1. csapat         | Össz.Tooltip Aggregate score | 2. csapat         | 1. mérk. | 2. mérk.   |
| ----------------- | ---------------------------- | ----------------- | -------- | ---------- |
| Barcelona         | 3–4                          | Manchester United | 2–2      | 1–2        |
| Juventus          | 4–1                          | Nantes            | 1–1      | 3–0        |
| Sporting CP       | 5–1                          | Midtjylland       | 1–1      | 4–0        |
| Sahtar Doneck     | 3–3 (t. 5–4)                 | Rennes            | 2–1      | 1–2 (h.u.) |
| Ajax              | 1–3                          | Union Berlin      | 0–0      | 1–3        |
| Bayer Leverkusen  | 5–5 (t. 5–3)                 | Monaco            | 2–3      | 3–2 (h.u.) |
| Sevilla           | 3–2                          | PSV Eindhoven     | 3–0      | 0–2        |
| Red Bull Salzburg | 1–2                          | Roma              | 1–0      | 0–2        |

### Mérkőzések
| 2023. február 16. 18:45 |

| Barcelona               | 2–2               | Manchester United              |
| ----------------------- | ----------------- | ------------------------------ |
| Alonso 50' Raphinha 76' | (0–0) Jegyzőkönyv | Rashford 52' Koundé 59' (ö.g.) |

| Camp Nou, Barcelona Nézőszám: 90 225 Játékvezető: Maurizio Mariani (olasz) |

| 2023. február 23. 21:00 (20:00 GMT) |

| Manchester United   | 2–1               | Barcelona                  |
| ------------------- | ----------------- | -------------------------- |
| Fred 47' Antony 73' | (0–1) Jegyzőkönyv | Lewandowski 18' (11-esből) |

| Old Trafford, Manchester Nézőszám: 73 021 Játékvezető: Clément Turpin (francia) |

| 2023. február 16. 21:00 |

| Juventus     | 1–1               | Nantes   |
| ------------ | ----------------- | -------- |
| Vlahović 13' | (1–0) Jegyzőkönyv | Blas 60' |

| Juventus Stadion, Torino Nézőszám: 41 019 Játékvezető: João Pinheiro (portugál) |

| 2023. február 23. 18:45 |

| Nantes | 0–3               | Juventus            |
| ------ | ----------------- | ------------------- |
|        | (0–2) Jegyzőkönyv | Di María 5' 20' 78' |

| Stade de la Beaujoire, Nantes Nézőszám: 44 000 Játékvezető: José María Sánchez Martínez (spanyol) |

| 2023. február 16. 21:00 (20:00 WET) |

| Sporting CP  | 1–1               | Midtjylland |
| ------------ | ----------------- | ----------- |
| Coates 90+4' | (0–0) Jegyzőkönyv | Ashour 77'  |

| Estádio José Alvalade, Lisszabon Nézőszám: 23 279 Játékvezető: François Letexier (francia) |

| 2023. február 23. 18:45 |

| Midtjylland | 0–4               | Sporting CP                                        |
| ----------- | ----------------- | -------------------------------------------------- |
|             | (0–1) Jegyzőkönyv | Coates 21' Gonçalves 50' 77' Gartenmann 85' (ö.g.) |

| MCH Aréna, Herning Nézőszám: 9 576 Játékvezető: Ivan Kružliak (szlovák) |

| 2023. február 16. 18:45 |

| Sahtar Doneck                           | 2–1               | Rennes          |
| --------------------------------------- | ----------------- | --------------- |
| Kryskiv 11' Bondarenko 45+1' (11-esből) | (2–0) Jegyzőkönyv | Toko Ekambi 59' |

| Stadion Wojska Polskiego, Varsó Nézőszám: 13 415 Játékvezető: Irfan Peljto (Bosznia-hercegovinai) |

| 2023. február 23. 21:00 |

| Rennes                                          | 2–1 (h. u.)                 | Sahtar Doneck                                              |
| ----------------------------------------------- | --------------------------- | ---------------------------------------------------------- |
| Toko Ekambi 52' Salah 106'                      | (0–0, 1–0, 1–0) Jegyzőkönyv | Belocian 119' (ö.g.)                                       |
| Büntetőpárbaj                                   |                             |                                                            |
| D. Doué Doku Meling Gouiri Tait Omari Ugochukwu | 4–5                         | Nazaryna Szudakov Bondarenko Bondar Szikan Konoplija Kelsy |

| Roazhon Park, Rennes Nézőszám: 27 781 Játékvezető: Tobias Stieler (német) |

| 2023. február 16. 18:45 |

| Ajax | 0–0         | Union Berlin |
| ---- | ----------- | ------------ |
|      | Jegyzőkönyv |              |

| Johan Cruijff Arena, Amszterdam Nézőszám: 54 322 Játékvezető: Halil Umut Meler (török) |

| 2023. február 23. 21:00 |

| Union Berlin                                   | 3–1               | Ajax      |
| ---------------------------------------------- | ----------------- | --------- |
| Knoche 20' (11-esből) Juranović 44' Doekhi 50' | (2–0) Jegyzőkönyv | Kudus 47' |

| Stadion An der Alten Försterei, Berlin Nézőszám: 21 800 Játékvezető: Carlos del Cerro Grande (spanyol) |

| 2023. február 16. 21:00 |

| Bayer Leverkusen    | 2–3               | Monaco                                      |
| ------------------- | ----------------- | ------------------------------------------- |
| Diaby 48' Wirtz 59' | (0–1) Jegyzőkönyv | Hrádecký 9' (öngól) Diatta 74' Disasi 90+2' |

| BayArena, Leverkusen Nézőszám: 27 864 Játékvezető: Orel Grinfeld (izraeli) |

| 2023. február 23. 18:45 |

| Monaco                               | 2–3 (h. u.)                 | Bayer Leverkusen                 |
| ------------------------------------ | --------------------------- | -------------------------------- |
| Ben Yedder 19' (11-esből) Embolo 84' | (1–2, 2–3, 2–3) Jegyzőkönyv | Wirtz 13' Palacios 21' Adli 58'  |
| Büntetőpárbaj                        |                             |                                  |
| Disasi Matazo Embolo Volland         | 3–5                         | Azmun Amiri Tapsoba Schick Diaby |

| II. Lajos Stadion, Monaco Nézőszám: 8 504 Játékvezető: Alejandro Hernández Hernández (spanyol) |

| 2023. február 16. 21:00 |

| Sevilla                                 | 3–0               | PSV Eindhoven |
| --------------------------------------- | ----------------- | ------------- |
| el-Neszjrí 45+2' Ocampos 50' Gudelj 55' | (1–0) Jegyzőkönyv |               |

| Estadio Ramón Sánchez-Pizjuán, Sevilla Nézőszám: 29 593 Játékvezető: Radu Petrescu (román) |

| 2023. február 23. 18:45 |

| PSV Eindhoven           | 2–0               | Sevilla |
| ----------------------- | ----------------- | ------- |
| De Jong 77' Silva 90+5' | (0–0) Jegyzőkönyv |         |

| Philips Stadion, Eindhoven Nézőszám: 34 000 Játékvezető: Daniele Orsato (olasz) |

| 2023. február 16. 18:45 |

| Red Bull Salzburg | 1–0               | Roma |
| ----------------- | ----------------- | ---- |
| Capaldo 88'       | (0–0) Jegyzőkönyv |      |

| Red Bull Arena, Salzburg Nézőszám: 29 520 Játékvezető: Dennis Higler (holland) |

| 2023. február 23. 21:00 |

| Roma                   | 2–0         | Red Bull Salzburg |
| ---------------------- | ----------- | ----------------- |
| Belotti 33' Dybala 40' | Jegyzőkönyv |                   |

| Olimpiai Stadion, Róma Nézőszám: 62 593 Játékvezető: Slavko Vinčić (szlovén) |

## Nyolcaddöntők
A nyolcaddöntők sorsolását 2023. február 24-én tartották. Az első mérkőzéseket március 9-én, a második mérkőzéseket március 16-án játszották.

### Párosítások
| 1. csapat         | Össz.Tooltip Aggregate score | 2. csapat            | 1. mérk. | 2. mérk. |
| ----------------- | ---------------------------- | -------------------- | -------- | -------- |
| Union Berlin      | 3–6                          | Union Saint-Gilloise | 3–3      | 0–3      |
| Sevilla           | 2–1                          | Fenerbahçe           | 2–0      | 0–1      |
| Juventus          | 3–0                          | SC Freiburg          | 1–0      | 2–0      |
| Bayer Leverkusen  | 4–0                          | Ferencváros          | 2–0      | 2–0      |
| Sporting CP       | 3–3 (t. 5–3)                 | Arsenal              | 2–2      | 1–1      |
| Manchester United | 5–1                          | Real Betis           | 4–1      | 1–0      |
| Roma              | 2–0                          | Real Sociedad        | 2–0      | 0–0      |
| Sahtar Doneck     | 2–8                          | Feyenoord            | 1–1      | 1–7      |

### Mérkőzések
| 2023. március 9. 18:45 |

| Union Berlin                        | 3–3               | Union Saint-Gilloise           |
| ----------------------------------- | ----------------- | ------------------------------ |
| Juranović 42' Knoche 69' Michel 89' | (1–1) Jegyzőkönyv | Boniface 28' 72' Vertessen 58' |

| Stadion An der Alten Försterei, Berlin Játékvezető: Orel Grinfeld (izraeli) |

| 2023. március 16. 21:00 |

| Union Saint-Gilloise                | 3–0               | Union Berlin |
| ----------------------------------- | ----------------- | ------------ |
| Teuma 18' Amani 63' Lapoussin 90+4' | (1–0) Jegyzőkönyv | Haberer 80′  |

| Den Dreef, Leuven Játékvezető: José María Sánchez (spanyol) |

| 2023. március 9. 21:00 |

| Sevilla               | 2–0               | Fenerbahçe |
| --------------------- | ----------------- | ---------- |
| Jordán 56' Lamela 85' | (0–0) Jegyzőkönyv |            |

| Estadio Ramón Sánchez-Pizjuán, Sevilla Játékvezető: François Letexier (francia) |

| 2023. március 16. 18:45 (19:45 TRT) |

| Fenerbahçe              | 1–0         | Sevilla |
| ----------------------- | ----------- | ------- |
| Valencia 41' (11-esből) | Jegyzőkönyv |         |

| Şükrü Saracoğlu Stadion, Isztambul Játékvezető: Michael Oliver (angol) |

| 2023. március 9. 21:00 |

| Juventus     | 1–0               | SC Freiburg |
| ------------ | ----------------- | ----------- |
| Di María 53' | (0–0) Jegyzőkönyv |             |

| Juventus Stadion, Torino Játékvezető: Anasztásziosz Szidirópulosz (görög) |

| 2023. március 16. 18:45 |

| SC Freiburg | 0–2               | Juventus                             |
| ----------- | ----------------- | ------------------------------------ |
| Gulde 44′   | (0–0) Jegyzőkönyv | Vlahović 45' (11-esből) Chiesa 90+5' |

| Europa-Park Stadion, Freiburg im Breisgau Nézőszám: 33 420 Játékvezető: Serdar Gözübüyük (holland) |

| 2023. március 9. 18:45 |

| Bayer Leverkusen        | 2–0               | Ferencváros |
| ----------------------- | ----------------- | ----------- |
| Demirbay 9' Tapsoba 86' | (1–0) Jegyzőkönyv |             |

| BayArena, Leverkusen Játékvezető: Davide Massa (olasz) |

| 2023. március 16. 21:00 |

| Ferencváros | 0–2               | Bayer Leverkusen  |
| ----------- | ----------------- | ----------------- |
|             | (0–1) Jegyzőkönyv | Diaby 3' Adli 81' |

| Puskás Aréna, Budapest Játékvezető: Artur Soares Dias (portugál) |

| 2023. március 9. 18:45 (17:45 WET) |

| Sporting CP                | 2–2               | Arsenal                          |
| -------------------------- | ----------------- | -------------------------------- |
| G. Inácio 34' Paulinho 56' | (1–1) Jegyzőkönyv | Saliba 22' Hidemasza 62' (öngól) |

| Estádio José Alvalade, Lisszabon Játékvezető: Tobias Stieler (német) |

| 2023. március 16. 21:00 (20:00 BST) |

| Arsenal                           | 1–1               | Sporting CP                           |
| --------------------------------- | ----------------- | ------------------------------------- |
| Xhaka 19'                         | (1–0) Jegyzőkönyv | Gonçalves 62' Ugarte 118′             |
| Büntetőpárbaj                     |                   |                                       |
| Ødegaard Saka Trossard Martinelli | 3–5               | St. Juste Esgaio Inácio Arthur Santos |

| Emirates Stadion, London Játékvezető: Antonio Mateu Lahoz (spanyol) |

| 2023. március 9. 21:00 (20:00 BST) |

| Manchester United                                 | 4–1               | Real Betis |
| ------------------------------------------------- | ----------------- | ---------- |
| Rashford 6' Antony 52' Fernandes 58' Weghorst 82' | (1–1) Jegyzőkönyv | Pérez 32'  |

| Old Trafford, Manchester Nézőszám: 72 998 Játékvezető: Daniel Siebert (német) |

| 2023. március 16. 18:45 |

| Real Betis | 0–1               | Manchester United |
| ---------- | ----------------- | ----------------- |
|            | (0–0) Jegyzőkönyv | Rashford 55'      |

| Benito Villamarín Stadion, Sevilla Nézőszám: 54 643 Játékvezető: Srđan Jovanović (szerb) |

| 2023. március 9. 18:45 |

| Roma                         | 2–0               | Real Sociedad |
| ---------------------------- | ----------------- | ------------- |
| El Shaarawy 13' Kumbulla 87' | (1–0) Jegyzőkönyv |               |

| Stadio Olimpico, Róma Játékvezető: Sandro Schärer (svájci) |

| 2023. március 16. 21:00 |

| Real Sociedad | 0–0         | Roma |
| ------------- | ----------- | ---- |
| Luna 90+8′    | Jegyzőkönyv |      |

| Estadio Anoeta, San Sebastián Játékvezető: Kovács István (román) |

| 2023. március 9. 21:00 |

| Sahtar Doneck | 1–1               | Feyenoord    |
| ------------- | ----------------- | ------------ |
| Rakickij 79'  | (0–0) Jegyzőkönyv | Bullaude 88' |

| Stadion Wojska Polskiego, Varsó, Lengyelország Játékvezető: Ivan Kružliak (szlovák) |

| 2023. március 16. 18:45 |

| Feyenoord                                                                      | 7–1               | Sahtar Doneck |
| ------------------------------------------------------------------------------ | ----------------- | ------------- |
| Giménez 9' Kökçü 24' 38' (11-esből) Idríszi 49' 60' Dzsahánbahs 64' Danilo 66' | (3–0) Jegyzőkönyv | Kelsy 87'     |

| Feijenoord Stadion, Rotterdam Nézőszám: 37 500 Játékvezető: Jesús Gil Manzano (spanyol) |

## Negyeddöntők
A negyeddöntők sorsolását 2023. március 17-én tartották. Az első mérkőzéseket április 13-án, a második mérkőzéseket április 20-án játszották.

### Párosítások
| 1. csapat         | Össz.Tooltip Aggregate score | 2. csapat | 1. mérk. | 2. mérk.   |
| ----------------- | ---------------------------- | --------- | -------- | ---------- |
| Manchester United | 2–5                          | Sevilla   | 2–2      | 0–3        |
| Juventus          | 2–1                          | Sporting  | 1–0      | 1–1        |
| Bayer Leverkusen  | 5–2                          | Union SG  | 1–1      | 4–1        |
| Feyenoord         | 2–4                          | Roma      | 1–0      | 1–4 (h.u.) |

### Mérkőzések
| 2023. április 13. 21:00 (20:00 BST) |

| Manchester United | 2–2               | Sevilla                                   |
| ----------------- | ----------------- | ----------------------------------------- |
| Sabitzer 14' 21'  | (2–0) Jegyzőkönyv | Malacia 84' (öngól) Maguire 90+2' (öngól) |

| Old Trafford, Manchester Nézőszám: 72 825 Játékvezető: Felix Zwayer (német) |

| 2023. április 20. 21:00 |

| Sevilla                         | 3–0               | Manchester United |
| ------------------------------- | ----------------- | ----------------- |
| el-Neszjrí 8' 81' Loïc Badé 47' | (1–0) Jegyzőkönyv |                   |

| Estadio Ramón Sánchez-Pizjuán, Sevilla Játékvezető: Artur Soares Dias (portugál) |

| 2023. április 13. 21:00 |

| Juventus  | 1–0               | Sporting |
| --------- | ----------------- | -------- |
| Gatti 73' | (0–0) Jegyzőkönyv |          |

| Juventus Stadion, Torino Nézőszám: 38 490 Játékvezető: Halil Umut Meler (török) |

| 2023. április 20. 21:00 (20:00 WEST) |

| Sporting               | 1–1         | Juventus  |
| ---------------------- | ----------- | --------- |
| Edwards 20' (11-esből) | Jegyzőkönyv | Rabiot 9' |

| Estádio José Alvalade, Lisszabon Játékvezető: François Letexier (francia) |

| 2023. április 13. 21:00 |

| Bayer Leverkusen | 1–1               | Union SG     |
| ---------------- | ----------------- | ------------ |
| Wirtz 82'        | (0–0) Jegyzőkönyv | Boniface 51' |

| BayArena, Leverkusen Nézőszám: 30 210 Játékvezető: Ivan Kružliak (szlovák) |

| 2023. április 20. 21:00 |

| Union SG  | 1–4               | Bayer Leverkusen                            |
| --------- | ----------------- | ------------------------------------------- |
| Terho 64' | (0–2) Jegyzőkönyv | Diaby 2' Bakker 38' Frimpong 60' Hložek 79' |

| Constant Vanden Stock Stadion, Brüsszel Játékvezető: Antonio Mateu Lahoz (spanyol) |

| 2023. április 13. 21:00 |

| Feyenoord   | 1–0               | Roma |
| ----------- | ----------------- | ---- |
| Wieffer 53' | (0–0) Jegyzőkönyv |      |

| De Kuip, Rotterdam Nézőszám: 42 960 Játékvezető: José María Sánchez Martínez (spanyol) |

| 2023. április 20. 21:00 |

| Roma                                                       | 4–1 (h. u.)                 | Feyenoord  |
| ---------------------------------------------------------- | --------------------------- | ---------- |
| Spinazzola 60' Dybala 89' El Shaarawy 101' Pellegrini 108' | (0–0, 2–1, 3–1) Jegyzőkönyv | Paixão 80' |

| Olimpiai Stadion, Róma Játékvezető: Anthony Taylor (angol) |

## Elődöntők
Az elődöntők sorsolását 2023. március 17-én tartották, a negyeddöntők sorsolását követően. Az első mérkőzéseket május 11-én, a második mérkőzéseket május 18-án játszották.

### Párosítások
| 1. csapat | Össz.Tooltip Aggregate score | 2. csapat        | 1. mérk. | 2. mérk.   |
| --------- | ---------------------------- | ---------------- | -------- | ---------- |
| Juventus  | 2–3                          | Sevilla          | 1–1      | 1–2 (h.u.) |
| AS Roma   | 1–0                          | Bayer Leverkusen | 1–0      | 0–0        |

### Mérkőzések
| 2023. május 11. 21:00 |

| Juventus    | 1–1               | Sevilla        |
| ----------- | ----------------- | -------------- |
| Gatti 90+7' | (0–1) Jegyzőkönyv | El-Neszjrí 26' |

| Juventus Stadion, Torino Játékvezető: Daniel Siebert (német) |

| 2023. május 18. 21:00 |

| Sevilla             | 2–1 (h. u.)                 | Juventus     |
| ------------------- | --------------------------- | ------------ |
| Suso 71' Lamela 95' | (0–0, 1–1, 2–1) Jegyzőkönyv | Vlahović 65' |

| Estadio Ramón Sánchez-Pizjuán, Sevilla Játékvezető: Danny Makkelie (holland) |

| 2023. május 11. 21:00 |

| AS Roma  | 1–0               | Bayer Leverkusen |
| -------- | ----------------- | ---------------- |
| Bove 63' | (0–0) Jegyzőkönyv |                  |

| Olimpiai Stadion, Róma Játékvezető: Michael Oliver (angol) |

| 2023. május 18. 21:00 |

| Bayer Leverkusen | 0–0         | AS Roma |
| ---------------- | ----------- | ------- |
|                  | Jegyzőkönyv |         |

| BayArena, Leverkusen Játékvezető: Slavko Vinčić (szlovén) |

## Döntő
A döntőt 2023. május 31-én játsszák a Puskás Arénában, Budapesten. A pályaválasztót 2023. március 17-én sorsolták, az elődöntők sorsolását követően.
| 2023. május 31. 21:00 |

| Sevilla                        | 1–1               | Roma                     |
| ------------------------------ | ----------------- | ------------------------ |
| Mancini 55' (öngól)            | (0–1) Jegyzőkönyv | Dybala 35'               |
| Büntetőpárbaj                  |                   |                          |
| Ocampos Lamela Rakitić Montiel | 4–1               | Cristante Mancini Ibañez |

| Puskás Aréna, Budapest Nézőszám: 61 476 Játékvezető: Anthony Taylor (angol) |